# Carricante
Carricante ist eine autochthone Weißweinsorte Süditaliens und wird auf Sizilien kultiviert. Dort ist die spätreifende Sorte Hauptbestandteil im DOC-Weißwein Etna bianco. Meist wird sie mit den Rebsorten Catarratto Bianco comune, Catarratto Bianco lucido und/oder Minnella Bianca verschnitten. Sortenrein ausgebaut ergibt die Sorte Carricante einen frischen, strohgelben, leicht duftigen Weißwein.
Der Name Carricante kommt vom italienischen caricare (laden, belasten) und bezieht sich auf die Ertragsstärke der Sorte. Aktuell (Stand 2001) sind ca. 810 Hektar Rebfläche mit dieser Rebsorte bestockt.
Trotz ähnlicher Synonyme ist sie nicht mit der roten Sorte Nocera (die auch Carricante Nero genannt wird) verwandt.
Siehe auch die Artikel Weinbau in Italien sowie die Liste von Rebsorten.

## Ampelographische Sortenmerkmale
In der Ampelographie wird der Habitus folgendermaßen beschrieben:
- Die Triebspitze ist offen. Sie ist dichtwollig behaart und von weißgrünlicher Farbe. Die grüngelblichen Jungblätter sind spinnwebig überzogen.
- Die mittelgroßen fast fünfeckigen Blätter sind fünflappig (manchmal dreilappig) und stark gebuchtet (siehe auch den Artikel Blattform). Die Stielbucht ist lyren-förmig geschlossen. Das Blatt ist spitz gesägt. Die Zähne sind im Vergleich der Rebsorten eng gesetzt.
- Die walzenförmige Traube ist mittelgroß, manchmal geschultert und mäßig lockerbeerig. Die leicht elliptischen Beeren sind mittelgroß von gelbgrüner Farbe. Die Beeren sind saftig und von einfachem Geschmack.

Carricante reift fast 40–45 Tage nach dem Gutedel. Sie gilt somit als sehr spät reifend. Die wuchskräftige Sorte erbringt gleichmäßig hohe Erträge. Carricante ist sehr ertragreich; wenn sie durch Zurückschneiden der Trauben im Ertrag nicht stark eingegrenzt wird, werden die Weine wässrig und flach; siehe hierzu auch den Artikel Reberziehung. Carricante ist anfällig gegen Pilzkrankheiten wie Echter Mehltau und Falscher Mehltau der Weinrebe. Sie ist eine Varietät der Edlen Weinrebe (Vitis vinifera).

## Synonyme
Caricanti, Carricanti, Catanese Bianco, Cataratto Alla Porta Bianco di Sicilia, Catarratto Amantellato, Catarratto Amantiddatu, Catarratto Ammantellato, Catarratto Mantellato, Catarrattu a la Porta, Catarrattu Amantiddatu, Catarrattu Scalugnatu, Catarrattu Scarugnatu, Iuvino, Lacrima di Gallicchio, Nerello Cappuccio Faux, Nocera Bianca.